# Roederiodes japonica
Roederiodes japonica är en tvåvingeart som först beskrevs av Saigusa 1963.  Roederiodes japonica ingår i släktet Roederiodes och familjen dansflugor. Inga underarter finns listade i Catalogue of Life.